# Любраньчик
Любраньчик (пол. Lubrańczyk) — село в Польщі, у гміні Любранець Влоцлавського повіту Куявсько-Поморського воєводства.
Населення — 160 осіб (2011).
У 1975-1998 роках село належало до Влоцлавського воєводства.

## Демографія
Демографічна структура станом на 31 березня 2011 року:
|          | Загалом | Допрацездатний вік | Працездатний вік | Постпрацездатний вік |
| -------- | ------- | ------------------ | ---------------- | -------------------- |
| Чоловіки | 89      | 20                 | 57               | 12                   |
| Жінки    | 71      | 12                 | 40               | 19                   |
| Разом    | 160     | 32                 | 97               | 31                   |